# Кислица
Кисли́ца (лат. Óxalis) — род однолетних, чаще многолетних трав, иногда полукустарников семейства Кисличные (Oxalidaceae).

## Название
Родовое латинское (научное) название oxalis происходит от др.-греч. ὀξύς, oxús, что означает «острый», «едкий» или «кислый». Некоторые представители рода широко используется в пищу из-за своего кислого вкуса, вызванного присутствием щавелевой кислоты.

## Ботаническое описание
Растение с ползучим, иногда шишковатым корневищем.
Очерёдные, большей частью тройчато или пальчатосложные листья снабжены черешками и сложным отгибом. Листочки расположены лапчато, а иногда и перисто. Листья складываются и опускаются со сменой дня и ночи (никтинастия), при механическом раздражении (сейсмонастия), на ярком свету (фотонастия). Листочки кислицы, в зависимости от вида, могут быть зелёными и даже бордовыми или фиолетовыми.
Цветки правильные, построенные по пятерному типу, лепестки белые, розовые или жёлтые, тычинок десять.
Формула цветка:{\displaystyle \ast K_{5}\;C_{5}\;A_{5+5}\;G_{1}}.
Завязь пятигнёздная. Для видов кислицы характерны цветки трёх вариантов (триморфные) с различной длиной столбиков (гетеростилия): длинными (выше длинных тычинок), средними (на уровне между длинными и короткими тычинками) и короткими (короче коротких тычинок); а у кислицы обыкновенной имеются, кроме обыкновенных цветков, клейстогамические, то есть приспособленные к самоопылению. Цветки кислицы закрываются к ночи или в непогоду.
Плод — коробочка, раскрывающаяся по створкам. Семена, которых по нескольку в каждом гнезде, одеты мясистым покровом, который, лопаясь, эластично отскакивает, способствуя раскрыванию плода и разбрасыванию семян. По Л. ван дер Лэйлу, по способу распространения диаспор кислицы являются баллистами, более того, они считаются общеизвестным и характерным примером баллист: у них под наружным слоем семенной кожуры залегает слой клеток, богатых сахаром, которые к моменту созревания семян сильно набухают; в результате этого в определённый момент наружный слой семенной кожуры разрывается и с силой выбрасывает семена из раскрывшейся коробочки.
По типу распространения семян — мирмекохор.

## Распространение и экология
По отношению к воде в почве — мезофит: обитает в условиях с более или менее достаточным, но не избыточным количеством воды в почве.
Кислицы — очень теневыносливые растения, в еловых лесах могут жить при освещённости, равной 1/200 от полного солнечного освещения.

## История

### Применение у ацтеков
В произведении «Общая история дел Новой Испании» (1547—1577) Бернардино де Саагун, опираясь на сведения ацтеков о свойствах растений, привёл различные сведения о кислице (Oxalis hernandezii DC. и другие виды), в частности, о том, что:

Есть другая трава, которая называется шошокойоли, и это местный щавель, он кислый, и едят его сваренным и сырым… Есть другая трава, которая называется тешошокойолли. У неё длинные стебли, а также черешки листьев, и эти — широкие и металлического зелёного и фиолетового оттенка. Она даёт только один фиолетовый цветок и у него вкус, как у травы или сена, и он немного горчит. Эта измельчённая трава полезна от опухолей, прикладывая её измельчённую на них. Корень у этой травы — один и округлый, снаружи — чёрный, а внутри — жёлтый. У неё есть маленькие корешки, тонкие и густые, которыми он весь опутан. На вкус он терпкий, если попробовать на язык. Этот измельчённый корень хорош для женщин, которые вновь заболели из-за того, что их муж сошёлся с ними до того, как они полностью исцелились. А также для мужчины, вновь заболевшему из-за того, что имел связь со своей женой до того, как полностью исцелился… Эта трава тешошокойолли растёт в горах и в холодных высокогорьях.

## Значение и применение
Растение улучшает обмен веществ, усиливает аппетит, оказывает противоглистное, кровоостанавливающее, ранозаживляющее, моче- и желчегонное действие. Кроме того, кислица устраняет изжогу, рвоту, нормализует кислотность желудочного сока, снижает артериальное давление, является противоцинготным и противоядным средством при отравлении ртутью и мышьяком. Настои, отвары и настойку применяют при заболеваниях печени, почек, желчного и мочевого пузыря, гастрите, диатезе, сердечно-сосудистых заболеваниях, кровотечении, стоматите, гнилостных процессах в полости рта (для полоскания). Свежий сок из листьев применяют при лихорадке, атеросклерозе, неврозе сердца, раке желудка. Свежие листья едят при цинге, глистах, а в измельчённом виде (или сок) прикладывают к гнойным ранам, язвам, фурункулам.
В листьях кислиц обнаружен оксалат калия, придающий кислый вкус, например, кислице обыкновенной, распространённой в тенистых лесах.
Шишковатые корневые побеги некоторых кислиц употребляются в пищу и для этого даже разводятся, таковы Кислица клубненосная (Oxalis tuberosa Molina) и Кислица мясистая (Oxalis carnosa Molina), разводимые преимущественно в Чили под именем ока. Кислота в шишковатых корнях этих растений заменяется сахаром под конец развития, как во многих плодах.
Кислица является промежуточным растением в жизненном цикле ржавчинного гриба — ржавчины кукурузы (Puccinia sorghi Schw.).

## Классификация

### Таксономическое положение
- Oxalis L., 1753, Sp. Pl. : 433

Род Кислица относится к семейству Кисличные (Oxalidaceae) порядка Кисличноцветные (Oxalidales) последовательно входящего в более крупные клады Фабиды → Розиды → Суперрозиды → Эвдикоты → Цветковые растения. Таксономическая схема в соответствии с Системой APG IV по состоянию на декабрь 2023 года:
|  |                          |  |                                   |                                   |                     |  | еще 6 семейств |            |             |                                                                      |
|  |                          |  |                                   |                                   |                     |  |                |            |             | 557 подтвержденных видов и 159 таксонов в статусе "неподтвержденных" |
|  |                          |  |                                   | порядок Кисличноцветные           |                     |  |                |            | род Кислица |                                                                      |
|  |                          |  |                                   | порядок Кисличноцветные           |                     |  |                |            | род Кислица |                                                                      |
|  | клада Цветковые растения |  |                                   |                                   | семейство Кисличные |  |                |            |             |                                                                      |
|  | клада Цветковые растения |  |                                   |                                   |                     |  |                |            |             |                                                                      |
|  |                          |  | ещё 63 порядка цветковых растений | ещё 63 порядка цветковых растений |                     |  |                | еще 4 рода | еще 4 рода  |                                                                      |
|  |                          |  |                                   | ещё 63 порядка цветковых растений |                     |  |                |            | еще 4 рода  |                                                                      |

### Виды
В мире насчитывается более 500 видов, главным образом в Южной Африке, Южной Америке и Мексике. На территории России и сопредельных стран насчитывается 6 видов.
В тенистых хвойных лесах часто встречается Кислица обыкновенная, или Заячья капуста (Oxalis acetosella), — маленькое бесстебельное растение с ползучим корневищем. Листочки её тройчатых листьев ночью и в пасмурную погоду складываются. Цветки одиночные белые с розово-фиолетовыми жилками. Листья её, как и кислицы рожковой (Oxalis corniculata), содержат витамин C и щавелевую кислоту. В большом количестве трава ядовита для овец. Некоторые африканские и американские виды, например, Кислица клубненосная (Oxalis tuberosa), в ряде стран культивируют ради съедобных клубней. Многие виды разводят как декоративные.
Некоторые виды:
- Oxalis acetosella L. typus[12] — Кислица обыкновенная
- Oxalis adenophylla — Кислица желёзколистная
- Oxalis albicans
- Oxalis alpina
- Oxalis ambigua
- Oxalis arenia
- Oxalis articulata Savigny — Кислица членистая
- Oxalis bowiei — Кислица Боуви
- Oxalis brasiliensis
- Oxalis bulbocastanum
- Oxalis caerulea
- Oxalis carnosa — Кислица мясистая
- Oxalis callosa
- Oxalis commutata
- Oxalis compressa
- Oxalis convexula
- Oxalis corymbosa
- Oxalis corniculata L. — Кислица рожковая
- Oxalis debilis
- Oxalis decaphylla
- Oxalis depressa — Кислица прижатая
- Oxalis dichondrifolia
- Oxalis drummondii
- Oxalis eggersii
- Oxalis engleriana
- Oxalis enneaphylla — Кислица девятилистная
- Oxalis fabaefolia
- Oxalis flava — Кислица жёлтая
- Oxalis fourcadei
- Oxalis frutescens
- Oxalis gigantea — Кислица гигантская
- Oxalis glabra
- Oxalis goniorhiza
- Oxalis grandis
- Oxalis hedysaroides — Кислица копеечниковидная
- Oxalis hirta
- Oxalis illinoensis
- Oxalis inaequalis
- Oxalis incarnata
- Oxalis intermedia
- Oxalis laciniata
- Oxalis lasiandra — Кислица волосистотычиночная
- Oxalis latifolia
- Oxalis livida
- Oxalis luteola
- Oxalis macrocarpa
- Oxalis mallobolva
- Oxalis massoniana
- Oxalis meisneri
- Oxalis melanosticta
- Oxalis micrantha
- Oxalis montana
- Oxalis namaquana
- Oxalis nelsonii
- Oxalis obliquifolia
- Oxalis obtusa
- Oxalis oregana — Кислица орегонская
- Oxalis palmifrons
- Oxalis pardalis
- Oxalis peridicaria
- Oxalis pes-caprae — Кислица козья
- Oxalis polyphylla heptaphylla
- Oxalis priceae
- Oxalis puberula
- Oxalis purpurea — Кислица пурпурная
- Oxalis radicosa
- Oxalis regnellii
- Oxalis repens
- Oxalis rosea — Кислица розовая
- Oxalis rubra — Кислица красная
- Oxalis rugeliana
- Oxalis spiralis
- Oxalis squamata
- Oxalis stricta L. — Кислица прямая
- Oxalis tenuifolia
- Oxalis tetraphylla — Кислица четырёхлистная
- Oxalis tomentosa
- Oxalis triangularis — Кислица треугольная
- Oxalis trilliifolia
- Oxalis tuberosa Molina — Кислица клубненосная
- Oxalis versicolor — Кислица разноцветная
- Oxalis violacea:
- Oxalis zeekoevleyensis

### Синонимы
- Acetosella Kuntze
- Bolboxalis Small
- Caudoxalis Small
- Ceratoxalis Lunell
- Hesperoxalis Small
- Ionoxalis Small
- Lotoxalis Small
- Monoxalis Small
- Otoxalis Small
- Oxys Mill.
- Pseudoxalis Rose
- Sassia Molina
- Trifoliada Rojas Acosta